# 25 (Adele-album)
A 25 Adele angol énekesnő-dalszerző harmadik stúdióalbuma, amely 2015. november 20-án jelent meg az XL Recordings és a Columbia Records kiadók gondozásában. Az album címe az énekesnő 25 éves önmagát és lelkiállapotát tükrözi, és „békülős lemezként” emlegetik. Dalszövege a Rolling Stone által az énekesnővel készített interjú szerint Adele „régi énje, nosztalgiája” és „az idő múlása miatti melankólia” témáit járja körül, valamint az anyaság és a megbánás gondolatait tartalmazza. Adele korábbi munkáival ellentétben a 25 produkciója elektronikus jegyeket és kreatív ritmikai mintákat tartalmaz, az 1980-as évek R&B elemeivel. A 21 (2011) felvételéhez hasonlóan Adele a producer-dalszerzők Paul Epworth-szel és Ryan Tedderrel dolgozott együtt, emellett Max Martin és Shellback, Greg Kurstin, Danger Mouse, a Smeezingtons, Samuel Dixon és Tobias Jesso Jr. is közreműködött.
A 25 általában pozitív kritikákat kapott a zenekritikusoktól, akik dicsérték a produkciót és Adele énekesi teljesítményét, bár néhányan kritizálták a sablonos jelleget és Adele kockázatvállalásának hiányát. Az albumot közel öt évvel második albuma, a nemzetközileg is sikeres 21 után adták ki, ezért széles körben várták, és Adele lemezkiadói kiterjedt marketingkampánnyal népszerűsítették az albumot. A 25 hatalmas kereskedelmi siker lett, 32 országban debütált az első helyen, és több országban, köztük az Egyesült Királyságban és az Egyesült Államokban is megdöntötte az első heti eladási rekordokat. Az Egyesült Államokban az első héten több mint 3,38 millió példányt adtak el, ami a legnagyobb egyhetes eladási adatot jelentette egy album esetében azóta, hogy a Nielsen SoundScan 1991-ben elkezdte nyomon követni az eladási adatokat. A 25 2015-ben a világ legkelendőbb albuma volt 17,4 millió eladott példányszámmal az év során, míg világszerte azóta több mint 22 millió példányban kelt el, amivel a 21. század negyedik legkelendőbb albuma, a 2010-es évek második legkelendőbb albuma (a 21 után), illetve összességében minden idők egyik legsikeresebb albuma. A 21-et követően az Amerikai Hanglemezgyártók Szövetsége a 25-öt is gyémánt minősítéssel illette, így Adele az egyetlen előadó a 2010-es években, aki két albummal is elérte ezt a minősítést.
Négy kislemez jelent meg az album népszerűsítésére; a Hello minden nagyobb zenei piac slágerlistáján listavezető volt, és a leggyorsabban fogyó digitális kislemezzé vált az Egyesült Államokban, miután több mint egymillió példányt adtak el belőle a megjelenése hetén. A Send My Love (To Your New Lover) a Top 10-ben, a When We Were Young és a Water Under the Bridge pedig a Top 20-ban szerepeltek Európában és Észak-Amerikában egyaránt. A 25 nagy hatással volt a zeneiparra, mivel fokozta a letöltés vagy streaming helyett a fizikai kiadványok vásárlása iránti újbóli érdeklődést, és a 21-hez hasonlóan felélénkítette a globális zeneipar csökkenő eladásait. A 25 2016-ban elnyerte Az év brit albumának járó Brit-díjat, 2017-ben pedig Az év albumának járó Grammy-díjat. Az album népszerűsítésére Adele elindult harmadik, Adele Live 2016 elnevezésű világ körüli koncertturnéjára, amely 2016. február 29-től 2017. június 30-ig futott. A turné világszerte számos látogatottsági rekordot döntött, és 167,7 millió dolláros bevételt termelt.

## Háttér
A 21 (2011) című album megjelenése után Adele a zenei pálya elhagyását fontolgatta. Azonban 2012 elején bejelentette, hogy csupán szünetet tart a zenélésben, hogy „időt szakítson magára és éljen egy kicsit”. A zenei szünetnek első gyermeke 2012 októberében történt születése után lett vége, Adele pedig azt nyilatkozta, hogy fia inspirálta arra, hogy újra elkezdjen zenét felvenni annak érdekében, hogy „tudja, mit csinálok”. Mielőtt az album felvételei elkezdődtek volna, Adele tudatosan döntött úgy, hogy nem próbál meg egy újabb 21-et létrehozni, és nem fog újabb „szívfájdalmakkal teli lemezt” készíteni.
Az album megjelenése előtt a 25 a 2015-ös év egyik legjobban várt albuma volt. A Billboard, a Fuse, a The Sydney Morning Herald és számos más lap a legjobban várt albumok között az első helyen említette a listán, utóbbi szerint „ha Adele 2015-ben kiadja harmadik albumát, akkor uralhatja az évet”. Az album hivatalos bejelentése előtt zenei újságírók és rajongók azt találgatták, hogy az album címe 25 lesz, folytatva Adele korábbi, 19 és 21 című kiadványainak korszakos témáját. 2014 májusában, 26. születésnapja előestéjén Adele Twitter-fiókján keresztül tett közzé egy üzenetet, amely a médiában számos vitatni valót váltott ki a következő albumáról. Az üzenet így szólt: „Viszlát 25... később találkozunk az év folyamán”, melyet többek között a Billboard és a Capital FM is úgy értelmezett, hogy a következő albuma a 25 címet viseli majd, és még az év folyamán megjelenik.

## Dalszerzés és felvételek

### Kezdeti szakasz és alkotói válság

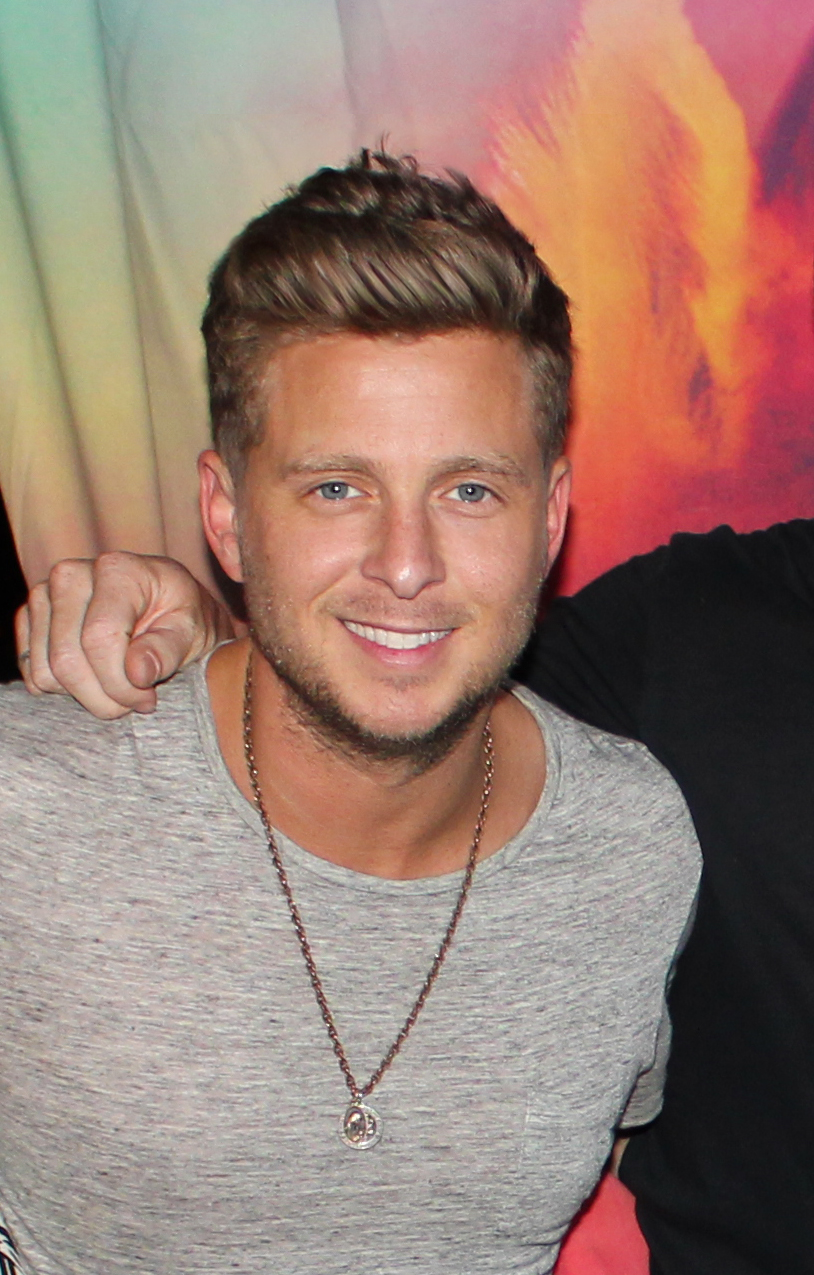
A Ryan Tedderrel való közös munkálatok eredménytelenek voltak, bár ő és Adele közösen írták meg a Remedy című dalt

2013. február 10-én Adele megerősítette, hogy harmadik albumának nagyon korai stádiumában van, és megbeszéléseket folytat, miközben Los Angelesben tartózkodik a 85. Oscar-díjátadó alkalmából. Kezdetben a 25 felvételei sikertelenek voltak, amelyek során Adele alkotói válságban szenvedett. Adele átütemezte az album felvételét, mondván, hogy nem érzi magát „készen”, de visszatért a stúdióba, amikor fia másfél éves lett, ami arra inspirálta, hogy egy albumot írjon az anyaságról. A BBC One-on adott interjújában elárulta, hogy egy egész albumot írt az anyaságról, majd elvetette, mert úgy gondolta, hogy az anyag „túl unalmas”.
Adele kijelentette, hogy az album megírása hosszú időt vett igénybe, és azt mondta, nem gondolta, hogy az album valaha is elkészül. A kezdeti felvételek során Adele kifogyott az ötletekből, és elvesztette a dalszerzés képességét, de csapata arra biztatta, hogy térjen vissza a tervezőasztalhoz, és folytassa az írást. Az énekesnő számára nagyon nehézkesnek tűnő folyamat után, aki attól tartott, hogy elveszítette az írói ihletet, manifesztálódott az anyag, amely végül a 25 lett. Adele számos alkalommal próbálkozott a 25 megírásával, de küzdött; miután az anyaság miatt szabadságot vett ki, Adele visszatért a stúdióba, de kijelentette, hogy még nem áll készen arra, hogy elkezdje az írást. Ezután újabb szabadságot vett ki, és ezt a folyamatot „néhányszor” megismételte.
2013-ban Adele ismét felvételekbe kezdett, és felvette a kapcsolatot barátjával, a producer Kid Harpoonnal. Adele és Harpoon elmentek a stúdiójába, azonban a felvételek nem voltak eredményesek, Adele azt mondta: „Nem tudom, miért nem álltam készen, egyszerűen nem tudtam hozzáférni önmagamhoz”. Eltelt néhány hónap, és Adele New Yorkba utazott, hogy elkezdjen dolgozni régi munkatársával, Ryan Tedderrel, de a Tedderrel való munkálatok szintén eredménytelenek voltak. Adele azonban felhasználta a munkálatok egyik dalát, a Remedy címűt, amely a legjobb barátnőjéről, a nagyszüleiről, a barátjáról és a fiáról szólt, és az albumon a legkönnyebben megírható dal volt számára. Adele izgatott volt a daltól, és úgy gondolta, hogy végre olyan zenét alkot, amit szeret, és amiben magabiztosnak érzi magát. Miután a dalt másokkal együtt rögzítette, a stúdióba repítette Rick Rubin producert, aki elégedetlen volt az általa írt dalokkal, és arra biztatta Adele-t, hogy menjen vissza a „rajzasztalhoz”. Rubin úgy jellemezte a dalokat, hogy nincs bennük mélység, majd azt mondta:
„Adele alig várta, hogy elkészüljön az új albummal és továbblépjen az életben, hangsúlyoztam, a legfontosabb, hogy hű maradjon a hangjához, még akkor is, ha ez hosszabb időt vesz igénybe és több munkát jelent ... Az új anyagon, amit hallottam, egyértelmű volt, hogy nem ő volt az elsődleges szerző – sok dal úgy hangzott, mintha egy másik popelőadó albumán is szerepelhetne. Nem csak az ő hangja teszi különlegessé bármelyik dalt.”

### Áttörés a stúdióban
Adele továbbra is szenvedett az írói blokktól, amíg nem találkozott Greg Kurstin producerrel. A Kurstinnel való találkozás során Adele áttörést ért el: „Minden kiáradt belőlem”. A Hello-t Adele és Kurstin írta, a producere pedig az utóbbi volt, aki basszusgitáron, gitáron, zongorán és billentyűs hangszereken is játszott, Adele pedig a dobos szerepét kapta. A dalt a londoni Chiswickben írták, ami Adele számára szokatlan, mert elmondása szerint otthon szereti írni a zenéjét. A dal megírása lassú volt, hat hónapig tartott. Kezdetben Adele és Kurstin az első verzét kezdte el írni; a dal felét befejezve, hat hónappal később Adele felvette a kapcsolatot Kurstinnel, hogy fejezze be vele a dalt, Kurstin pedig azt nyilatkozta, hogy nem biztos benne, „hogy Adele valaha is visszajön és befejezi”. A lemez fő ihletője az anyasága volt, valamint az énekesnő-dalszerző Madonna 1998-as Ray of Light című stúdióalbuma és annak Frozen című dala. Bár Adele tisztázta, hogy életében „nem volt korábban kitéve Madonna katalógusának”, meghallgatása után megszerette Madonna elektronikus zenei kitérőjét. „Mindent elhiszek, amit mond rajta. Néhány dal rajta egy óda az első gyerekéhez, és szükségem volt erre, hogy kihívást jelentsen számomra”. A Ray of Light mellett Adele meghallgatta a zenész Moby ötödik stúdióalbumát, a Play-t is.
Tudod, mit találtam olyan csodálatosnak a [Ray of Lighton]? ... Ez az a lemez, amit Madonna az első gyermeke születése után írt, és számomra ez a legjobb lemeze. Annyira össze voltam zavarodva, miután megszületett a gyerekem, mert a hormonszintem a kibaszott tetőfokára hágott, meg ilyen szarságok... Egyszerűen csak sodródtam, és nem tudtam olyan sok példát találni magamnak, ahol azt gondoltam, hogy "Basszus, ezek tényleg visszatértek önmagukhoz", amíg valaki azt nem mondta, hogy „Hát, nyilvánvalóan a Ray of Light”.

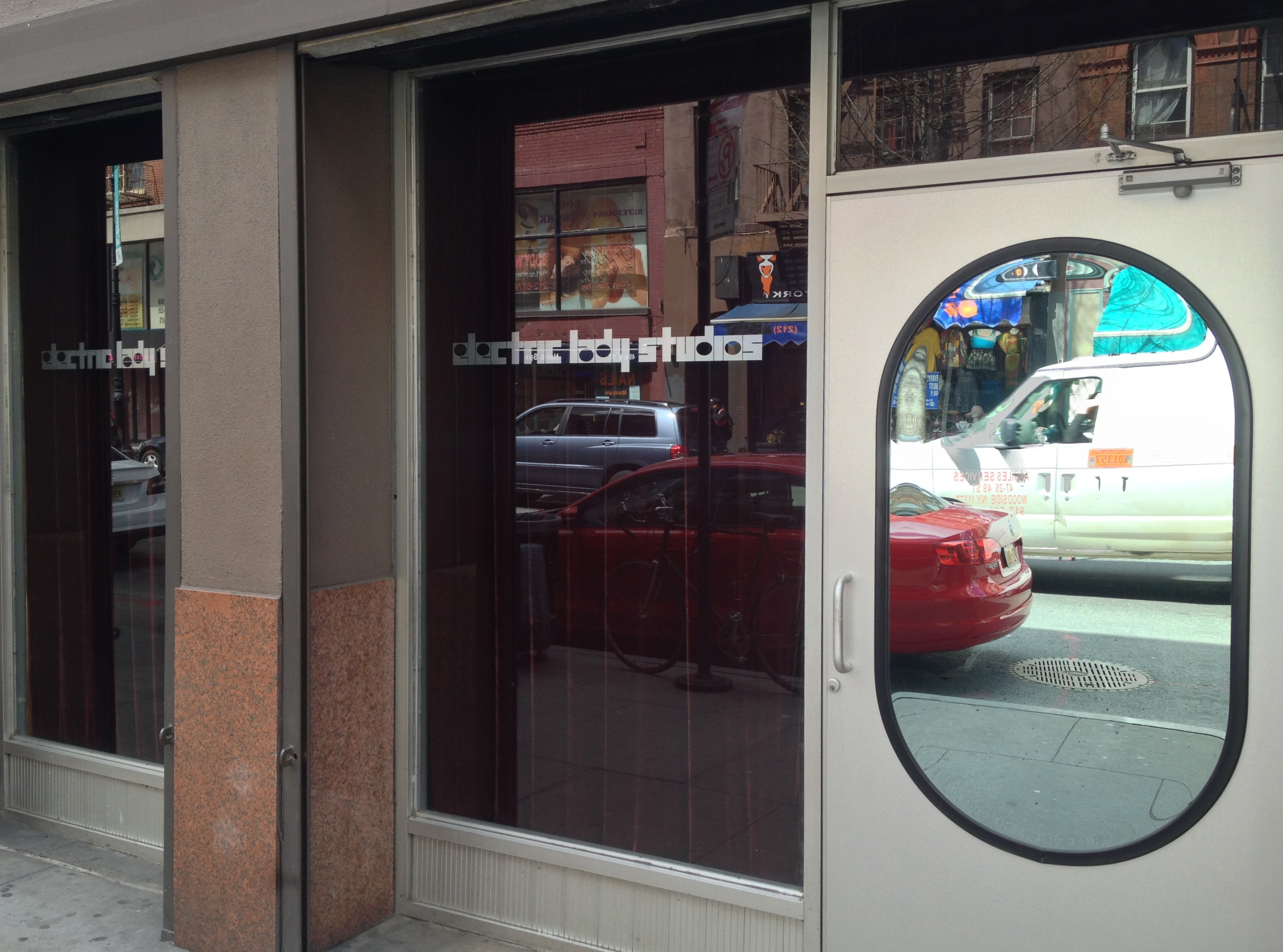
Az albumot a New York-i Electric Lady stúdióban keverték

Az album felvételei alatt Adele Los Angelesbe utazott, hogy „egy utolsó lökést” adjon a felvételeknek. Adele két hónapot töltött Los Angelesben, és eltökélt volt abban, hogy továbblépjen az albummal. A Los Angeles-i munkálatok alatt írta a When We Were Young című dalt is Tobias Jesso Jr. mellett, a szám egy bérelt házban készült, ahol Adele Philip Glass zongoráját használta. Adele Bruno Mars énekes-dalszerzővel is dolgozott, a páros eredetileg egy gyors tempójú dalt akart létrehozni, azonban egy „drámai balladát” készítettek All I Ask címmel.
A Tedderrel való eredménytelen munkák után a páros elment ebédelni, ahol Adele meghallgatta Taylor Swift I Knew You Were Trouble című kislemezét. Tedder tájékoztatta Adele-t, hogy a dal producere Max Martin volt, és részleteket küldött neki a munkájából. Nem sokkal ezután Adele elkezdett dolgozni a Send My Love (To Your New Lover) című számon, amely egy olyan dal vázát dolgozta át, amelyet tizenhárom éves korában írt, miután megjelent Amy Winehouse Frank című albuma. Kurstin társszerzője és producere volt a Million Years Ago című dalnak is. A dal eredetileg nem szerepelt volna a lemezen, de három nappal az album keverése előtt a New York-i Electric Lady Studiosban hozzáadták.

### Fel nem használt dalok
Adele Jessóval és Siával közösen írta az Alive című dalt. Eredetileg a Bird Set Free-vel és egy másik számmal együtt a 25 számára íródott, de Adele úgy döntött, hogy egyik dal sem kerül fel az albumra. Adele döntése után Sia engedélyt kért tőle, hogy elküldhesse a számot Rihannának, amibe Adele beleegyezett, amíg az ő énekhangja lekerül a lemezről, mondván: „Nem akarom, hogy a vokálom ott lebegjen egy demón”. Sia végül maga vette fel a dalt a hetedik stúdióalbumára, a This Is Actingre. A Bird Set Free-t Adele is felvette, de úgy döntött, hogy nem használja fel, mivel túlságosan hasonlít Sia munkásságára; később ez is felkerült a This Is Actingre.
Az album munkálatainak megkezdése előtt Adele találkozott Phil Collins-szal, hogy megbeszéljék az együttműködést. „Volt ez a dal a fejemben” – mondta a Rolling Stone-nak – „és nem emlékszem, hogy adtam-e neki egy másolatot a dalból, vagy adtam-e neki egy refrént vagy valamit, de egyszerűen kihátráltam az egészből”. „Ő egy csúszós kis hal...” – Collins utólag megjegyezte. „Elkapott és megkérdezte, hogy írnék-e vele. Adott egy darabot, hogy fejezzem be, és először nem tudtam, hogy megbuktam-e a meghallgatáson, mivel nem hallottam felőle. Aztán azt mondta: ’Nem, nem.. költözöm, és a baba sok időmet elveszi. Jelenleg nem csinálok semmit’. És most hallottam, hogy jön egy 29 [sic]. Nem vagyok rajta, ezt tudom.”

## Zenei stílus és témák
A tizenegy számból álló albumon Adele igyekezett eltávolodni a 21 című második albumának „fiatalos-ködös” hangzásától, és szintetizátorokat és dobbetéteket tett hozzá, hogy modernizálja a 25 zenei stílusát. Az album produkciójába az előddel ellentétben elektronikus elemek és kreatív ritmikai minták kerültek, az 1980-as évekbeli R&B és orgonák elemeivel. A „csodálatos balladák és csinosan kivitelezett kitérők” gyűjteményeként jellemzett albumról Leah Greenblatt az Entertainment Weekly-től kiemelte a "tekintélyes produkcióját", jellemezve azt, hogy a moll hangnemű melankóliára, stiláris díszítésekre és egyszerűségre épül. Leonie Cooper az NME-től úgy foglalta össze az album produkcióját, hogy az „hangulatos balladázástól a füstös jazzbár groove-okig” váltakozik, míg az Us Weekly kritikusa szerint az album zongoraballadákra, R&B groove-okra, minimalista hangszerelésekre, gospelre, bluesra és akusztikus gitárokra épül.
Adele énekét a 25-ön úgy jellemezték, hogy képes érzelmeket közvetíteni. Samantha O'Connor a The 405-nek úgy jellemezte énekhangját, mint ami „a mennydörgő üvöltéstől és a bordatörő falsettóktól kezdve a nagy, drámai zongorahangokon át a homályos, meleg, mélyebb regiszterű dübörgésig” terjed, és úgy jellemezte, hogy nyersen, minimális technikával szólal meg, így „énekének sajátosságai recsegnek, krákognak és huhognak, ami nagyobb mélységet kölcsönöz az albumnak”. Bruce Handy a Vanity Fairtől úgy nyilatkozott, hogy Adele hangszálműtétje nem volt hatással a hangjára, és továbbra is azt állította, hogy a hangja még mindig karakteres és erőteljes: „még mindig úgy hangzik, mintha Amy Winehouse hangszálait Céline Dion tüdejével vagy akár Tom Joneséval egyesített genetikai kísérlet eredménye lenne”.
Az Adele által „békülős lemezként” jellemzett albummal megpróbált eltávolodni a szakítások témájától, amely a 21 lírai tartalmát uralta. Adele kijelentette, hogy a 25 dalszövegei olyan témákra összpontosítanak, amelyekben „megpróbálja tisztázni a múltat” és továbblépni. Továbbra is azt mondta, hogy az album dalszövegei azt a lelkiállapotot tükrözik, amiben abban a korban volt, és úgy jellemezte ezt az időszakot, mint egy „fordulópontot”, ahol a kamaszkor és a felnőttkor közepén volt, és egy olyan időszak kezdetét, amikor „belevág abba, hogy azzá váljak, aki örökké leszek, anélkül, hogy egy költöztető kocsi tele lenne a régi kacatjaimmal”. Dalszövegeiben az album különböző témákat érint, többek között az énekesnő félelmét az öregedéstől, a gyermekkorát, a megbánást, a családja utáni vágyakozást, a nosztalgiát és az anyaszerepet. Mark Savage a BBC-től megjegyezte, hogy az album témái eltérnek a 21-et uraló düh és szívfájdalom témáitól, és azt állította, hogy a dalszövegek „elgondolkodtatóak”, lehetővé téve az énekesnőnek, hogy „újra megvizsgálja múltbeli kapcsolatait”. Savage azt állította, hogy az olyan dalok, mint a When We Were Young bevezetik az album fő témáját: a felnőttkor nyugtalan elfogadását.

### Dalok
A 25 a Hello című zongoraballadával nyit, amely erősen a soul zenéből merít. A refrén alatt Adele énekli a sorokat a háttérvokál, a zongora és a dobok rétegei felett, amelyeket a Telegraph úgy jellemzett, hogy „egy nagyon buja hangfal felé hajlanak”. A számban dobok is szerepelnek, amelyeken Adele játszott. Szövegileg a szám a nosztalgia és a megbánás témáira összpontosít, és úgy játszódik, mint egy beszélgetés. Az ezt követő Send My Love (To Your New Lover) című számot Taylor Swift munkásságához hasonlították „pörgős, popos” hangzása miatt. Adele úgy írja le, hogy ez egy „örülök, hogy elmentél” dal, amelyet egy volt barátja ihletett.
Az I Miss You című, dobokkal teli folk dalt a szöveg miatt „kifejezetten csábítónak” nevezték: „Térdeimmel a padlón/Hadd zuhanjak a gravitációdba/Majd te vissza csókolsz az életbe, hogy láthassam/A tested az enyém felett állni”. A When We Were Young, egy másik zongorás ballada, „egy elgondolkodtató szerenád a pillanatok megbecsüléséről, amelyekre évek múlva is visszatekintesz”, míg a Remedy című ballada Adele legjobb barátnőjéről, nagyszüleiről, barátjáról és fiáról íródott. A Water Under the Bridge egy középtempós popdal, elektro-dobos ütemmel, amelyben Adele a szerelmének azt mondja: „Ha elhagysz, gyengéden hagyj el/Ne tégy úgy, mintha nem is ismernél/A szerelmünk nem csak egy folyó a híd alatt”. A gospeles hangvételű River Lea arról szól, hogy az énekesnő a londoni Tottenhamben nőtt fel, Adele a The Lea nevű londoni folyóról énekel. A dal során Adele arról beszél, hogy a folyó szennyezett vize beszivárgott a vérébe, ami a párkapcsolati kudarcokat okozta. A Love in the Dark egy erőteljes zongorás ballada.
A Million Years Ago egy akusztikus, csak gitárral kísért dal, melyben az énekesnő „nem is olyan távoli gyermekkorának normalitása után sóvárog”. Közel-keleti csavarokkal átszőtt háttérdúdolások hallhatók, amelyek Madonna Frozenjét idézik". A dal szövege a hírnév témáit érinti, és azt, hogy ez „megrémíti”, a dal szövege arról szól, hogy a hírnév személyesen hogyan hatott rá és mindenkire körülötte, arról énekel, hogy hiányzik neki a levegő, az anyja és a barátai, de „az élete elillan, és csak nézni és sírni tud”. Az All I Ask című utolsó zongoraballadában „Adele egy szerelméhez szól, akiről tudja, hogy ez lesz az utolsó éjszakájuk, és lassított felvételként dolgozza fel egy viszony végét”. A 25 a Sweetest Devotionnel zárul, egy „felemelő” számmal, amelyet a fia előtt tisztelegve írt meg.

## Kiadás és népszerűsítés
A 25 megjelenési dátumáról először 2014 augusztusának elején esett szó, amikor Paul Moss felvetette, hogy az album 2014-ben vagy 2015-ben fog megjelenni. Adele kiadója, az XL Recordings által 2014 októberében benyújtott beszámolók azonban kizárták a 2014-es megjelenés lehetőségét. 2015 augusztusában a Billboard arról számolt be, hogy Adele kiadójának szándékai szerint valamikor 2015 novemberében jelenik meg harmadik stúdióalbuma. 2015 októberében az a hír járta, hogy az album 2015. november 20-án jelenik meg, ami után számos újságíró azt találgatta, hogy más zenészek azért hozták előre az albumaikat, hogy elkerüljék a vele való versenyt a slágerlistákon: olyan előadók, mint a One Direction, Justin Bieber, Fleur East és a 5 Seconds of Summer Adele albuma előtt adták ki a lemezüket, hogy ez ne befolyásolja az eladásaikat és a listás helyezéseiket. A negyedik negyedévben Rihanna, Kanye West és a Coldplay is kiadott volna új felvételt, de a Coldplay kivételével mindegyikük visszalépett attól, hogy egybeessen Adele albumának megjelenésével.
Október 18-án a brit televízióban a Hello 30 másodperces klipjét mutatták be a The X Factor reklámszünetében. A videó Adele új dalát ígérte három év kihagyás után. A nézők a Hello első verzéjét hallhatták, miközben a dalszöveg egy fekete képernyőn jelent meg. Három nappal később Adele a közösségi médián keresztül egy levelet tett közzé rajongóinak az albummal kapcsolatban, amelyben megerősítette, hogy az album címe 25 lesz. Adele kijelentette, hogy a cím a korára és arra a lelkiállapotra reflektál, amiben abban a korban volt, és úgy jellemezte ezt az időszakot, mint egy „fordulópontot”, ahol a kamaszkor és a felnőttkor közepén volt, és egy olyan időszak kezdetét, amikor „belevág abba, hogy azzá váljak, aki örökké leszek, anélkül, hogy egy költöztető kocsi tele lenne a régi kacatjaimmal”. Hozzátette: „A legutóbbi lemezem egy szakítós lemez volt, és ha ezt a lemezt kellene címkéznem, akkor békülős lemeznek nevezném. Kibékülök magammal. Bepótolom az elvesztegetett időt.” Adele másnap megerősítette, hogy a 25 2015. november 20-án jelenik meg, és a borítót egyidejűleg a közösségi médián is felfedte.
Október 27-én a BBC One bejelentette, hogy egy egyórás televíziós különkiadást tervez, amelyet Graham Norton fog vezetni, és amelyben Adele-lel beszélget az új albumáról. Az Adele at the BBC-t november 2-án élő közönség előtt vették fel, és november 20-án, az album megjelenésével egy időben sugározta a BBC One. A műsor egy rövid részletét a BBC One The One Show című műsorának november 5-i adásában mutatták be; a felvételen Adele a Hello című dalt adja elő és beszélget Nortonnal. Október 27-én azt is bejelentették, hogy az énekesnő november 21-én fellép a Saturday Night Live című amerikai szórakoztató műsorban. Október 30-án Adele a Facebook-oldalán keresztül megerősítette, hogy november 17-én Adele Live in New York City címmel egy egyéjszakás koncertet ad a Radio City Music Hallban. Ezt követően az NBC megerősítette, hogy a koncertből készült különkiadást december 14-én adják le.
2015. november 19-én a The New York Times arról számolt be, hogy az album nem fog megjelenni a streaming szolgáltatásokon, például a Spotify-on és az Apple Music-on. Később bejelentették, hogy a 25 2016. június 24-től elérhetővé válik a streaming szolgáltatásokon keresztül. Szintén novemberben Adele fellépett az NRJ Awards, az NPR és a The Tonight Show Starring Jimmy Fallon című műsorokban.
2016 januárjában a The Late Late Show with James Corden című műsorban énekelt néhányat eddigi legnagyobb slágereiből a műsor Carpool Karaoke szegmensében. A következő hónapban Adele fellépett az 58. Grammy-díjátadón, a 2016-os Brit Awards-on és az Ellen DeGeneres Show-ban. Adele emellett interjúkat készített és megjelent a Time, a Vanity Fair, a Vogue, az i-D, a The Observer és a Rolling Stone címlapján. 2017-ben Adele előadta a Hello című dalt az 59. Grammy-díjátadón.

### Kislemezek

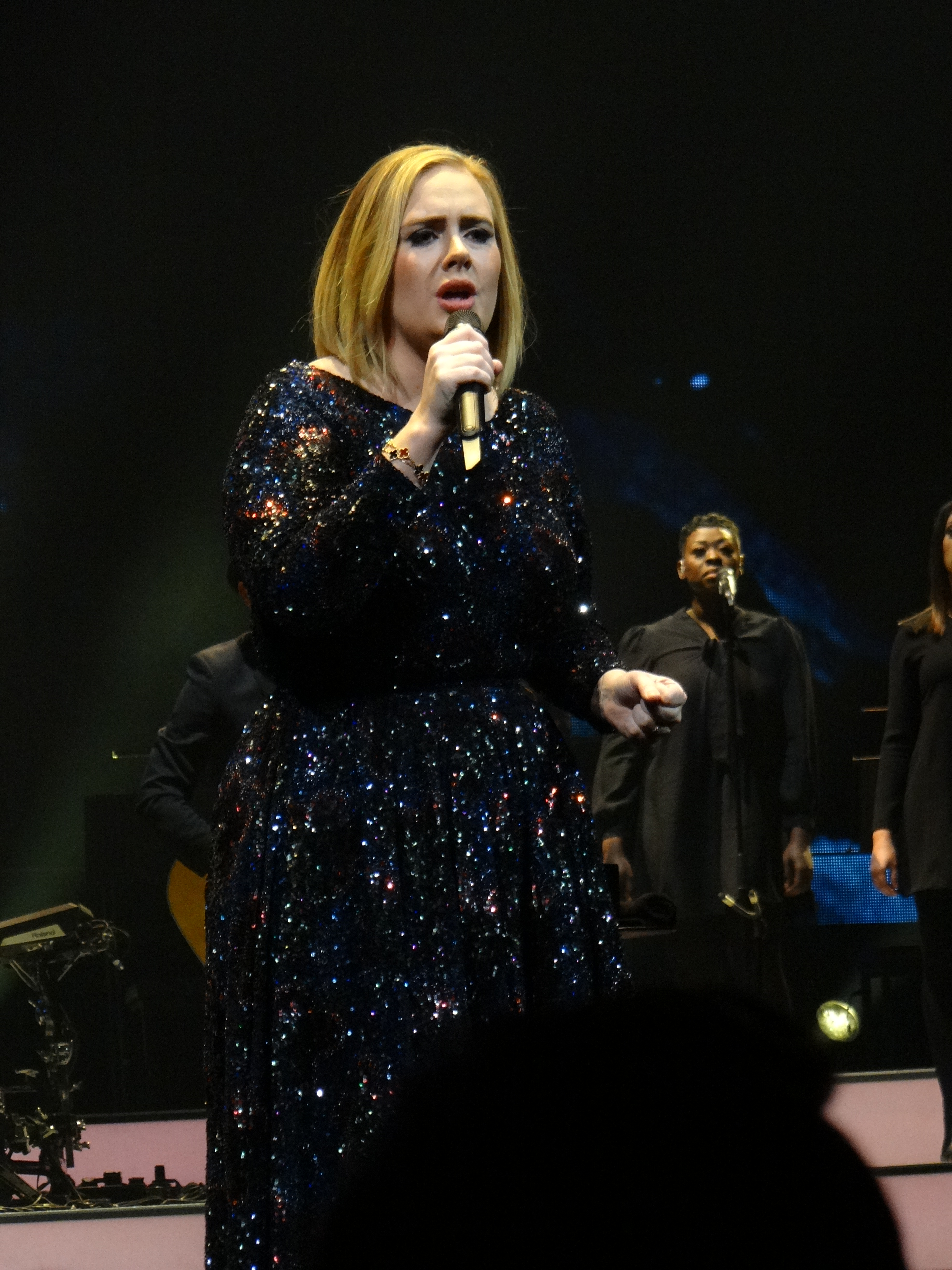
Adele előadás közben Adele Live 2016 elnevezésű turnéja során Nashville-ben 2016 októberében

2015. október 23-án jelent meg a Hello című dal az album vezető kislemezeként, a videóklipje pedig ugyanazon a napon került kiadásra. A YouTube-on 5 nap alatt több mint 100 millió megtekintést gyűjtött össze. Ez a második leggyorsabb videó, amely valaha elérte a 100 milliós YouTube-megtekintést, valamint a Vevo-n szintén megdöntötte Miley Cyrus Wrecking Ballja által felállított rekordot 2013-ból. 87 nappal a megjelenése után a Hello egymilliárd YouTube-nézettséget ért el, ezzel megelőzte Psy Gangnam Style-ját, amely 158 nap alatt ugyanennyi nézettséget gyűjtött össze. A dal október 30-án az Egyesült Királyság kislemezlistájának első helyére került, az első héten 330 000 példányt adtak el belőle. Ez a szám volt a legnagyobb nyitó heti eladás egy kislemez esetében James Arthur Impossible című dala óta, amely 2012-ben 490 000 eladást ért el. A dal az első héten 1 112 000 digitális letöltést és 61,2 millió streamelést ért el, aminek eredményeképpen a Hello az amerikai ''Billboard Hot 100-as lista első helyén debütált (ez lett Adele negyedik első helyezett kislemeze az Egyesült Államokban). 2015 végére világszerte 12,3 millió példányban kelt el, amivel az év hetedik legkelendőbb kislemeze volt.
2015. december 14-én a Billboard arról számolt be, hogy a When We Were Young a tervek szerint a 25 második kislemeze lesz. A dal már a 29. helyen szerepelt a brit kislemezlistán és a 22. helyen a Billboard Hot 100-on, és 150 000 digitális példányt adtak el belőle az Egyesült Államokban. A dal 2016. január 22-én jelent meg, és végül a 14. helyig emelkedett az amerikai Billboard Hot 100-as listán.
Az iHeartRadio 2016. április 27-én bejelentette, hogy a Send My Love (To Your New Lover) című dalt választották az album harmadik kislemezének, és 2016. május 17-én kerül a rádiókhoz. A dal az Egyesült Államokban a Billboard Hot 100-as listáján a nyolcadik, az Egyesült Királyságban az ötödik, Kanadában pedig a tizedik helyen végzett.
2016. november 4-én jelent meg a Water Under the Bridge című dal az album negyedik kislemezeként. A kislemez az Egyesült Államokban a Billboard Hot 100-as listáján a 26., az Egyesült Királyságban a 39., a kanadai Hot 100-as listán pedig a 37. helyezést érte el.

### Turné
Adele útjának indította 2016 februárjától 2017 júliusáig tartó Adele Live 2016 című harmadik koncertturnéját. Az első szakasz 2016. február 29-én kezdődött Belfastban, az SSE Arénában, majd végigvonult a kontinentális Európában, és 2016. június 15-én Antwerpenben, a Sportpaleisben fejeződött be. A második etap július 5-én kezdődött a minnesotai Saint Paulban, a Xcel Energy Centerben, majd az Egyesült Államokban és Kanadában folytatódott, minden egyes helyszínen több dátummal. A turné 2017. július 2-án zárult Londonban, az Egyesült Királyságban. A turné iránt rendkívül nagy volt a kereslet, és az összes koncertre az eladás megkezdését követő perceken belül elkeltek a jegyek. Több mint 500 000 rajongó regisztrált az Adele.com oldalon, hogy jegyet vásároljon.

## A kritikusok értékelései
A 25 pozitív kritikát kapott a kritikusoktól. A Metacriticen, amely 100-as skálán értékeli a mainstream kiadványokat, az album 35 kritika alapján 75 pontot kapott. Bruce Handy a Vanity Fair számára írt kritikájában a zenét hagyományos R&B-nek és modern popzenének tartotta, a dalai többnyire balladák. Stephen Thomas Erlewine az AllMusic számára írt kritikájában megjegyzi: „A 25 hosszú távon is jobban játszik, a lassú dalok menetelése folyamatosan feltárja a finom érzelmi vagy zenei különbségeket”, ahol „mind a 11 dal ... egy darab ... árnyalt melankólia, amely a legtöbb erőt az előadás során nyeri el”, és azzal érvel, hogy „az összetartó hangzás csak kiemeli, hogy Adele végérvényesen magáénak vallotta a méltóságteljes szívfájdalomnak ezt a színterét”. Neil McCormick a The Daily Telegraph-tól úgy nyilatkozott, hogy az album ugyanazt a „zenei és érzelmi terepet” járja be, mint a 21, és továbbra is „elődjével egyenrangúnak” nevezte. Jon Dolan a Rolling Stone-tól úgy nyilatkozott, hogy az album „nosztalgikus hangulata tökéletesen illik egy olyan művészhez, aki évtizedekre nyúl vissza a hatásaiért, még akkor is, ha a mindent vagy semmit sürgőssége teljesen modernnek tűnik”, és dicsérte „hihetetlen frazeálását – azt, ahogyan bármilyen sort árnyalattal és erővel tud megtölteni”, ami szerinte „újabb bizonyíték arra, hogy a romantikus szövegek legnagyobb tolmácsolói közé tartozik”. Leah Greenblatt az Entertainment Weekly-től "olyan lemeznek nevezte, amely egyszerre újnak és ismerősnek tűnik. A Billboard dicsérte Adele énekesi teljesítményét, azt írva, hogy „visszhangba burkolózva, úgy hangzik, mintha a bolygó legtágasabb katedrálisának boltozatai alatt jajveszékelne, keményen ütnek.” Amanda Petrusich a Pitchforktól dicsérte Adele énekhangját, azzal érvelve, hogy „[az ő] énekesi ösztönei továbbra is páratlanok; vitathatatlanul ő generációjának legnagyobb énekesnője, egy olyan művész, aki ösztönösen érti a hangszínt és a hangmagasságot, hogy mikor kell levegőt engedni”.
Andy Gill egy kevésbé lelkes kritikájában a The Independentnek azt mondta, hogy a River Lea és a Send My Love (To Your New Lover) dalok „a zenei intrikák elszigetelt pillanatai, amelyek itt-ott elszórtan találhatók az albumon”, amelyet szerinte fokozatosan „elárasztottak a sivár zongoraballadák, amelyek Adele visszaeső pozícióját jelentik”. Leonie Cooper az NME-től úgy érezte, hogy Adele és dalszerző/producer csapata zeneileg nem vállalt semmilyen kockázatot, ehelyett „egy olyan formulát követnek, amely eddig 30 millió eladott albumot eredményezett”. Jude Rogers úgy találta, hogy a 25-öt elakasztották Adele korábbi lemezeinek érzelmileg súlyos témái, és az énekesnőt egy olyan baráthoz hasonlította, akinek „számtalanszor segítettél már, de aki nem hallgat rád, aki valójában élvezi, hogy bajban van, és akinek a csillogása ennek következtében tompul – megfullad -”.

### Év végi sikerlisták
A Rolling Stone magazin a második helyre sorolta az albumot a „The 50 Best Albums of 2015” év végi listáján. A Newsday című amerikai lap szintén a második helyre sorolta az albumot a 2015 legjobb albumait tartalmazó listáján, a Complex című brit kiadvány a negyedik helyen említette a 2015 legjobb albumai listáján, az Entertainment Weekly pedig a harmadik helyen.

## Elismerések
A 36. Brit Awards-on Adele-t öt díjra jelölték, amelyek közül négyet el is nyert, köztük övé lett Az év brit albuma a 25-ért és Az év brit kislemeze a Hello-ért. Győzelmeivel Adele beállította az egy előadó által egy este alatt elnyert legtöbb díj rekordját, amelyet először a Blur állított fel 1995-ben. A 2016-os Billboard Music Awards-on az énekesnőt kilenc kategóriában jelölték, melyekből ötöt nyert el, köztük a Top Billboard 200 Album a 25-ért és a Top Selling Song a Hello-ért. A 2016-os Juno Awards-on Adele győzött Az év nemzetközi albuma kategóriában a 25-tel, Xavier Dolan pedig Az év videója kategóriában a Hello-val. Adele négy American Music Awards jelölést kapott, köztük a 25-ért A kedvenc pop/rock album és a Hello című dalért A kedvenc pop/rock dal kategóriában, azonban alulmaradt Justin Bieberrel szemben. Adele a 25-ért Az év albumának járó Attitude-díjat is elnyerte. Az 59. Grammy-díjátadón az album hat Grammy-díjat nyert: Az év albuma és A legjobb popalbum a 25-ért, míg a Hello Az év felvétele, Az év dala és A legjobb szóló popénekes teljesítmény lett. Adele lett az első előadó a történelemben, aki kétszer is elnyerte mindhárom általános kategória díját ugyanazon a ceremónián, korábban 2012-ben győzött mindhárom kategóriában. Emellett Adele volt az első művész, aki egymás után következő stúdióalbumokkal nyerte el Az év albumát azóta, hogy Stevie Wonder az 1970-es években három egymást követő albummal vitte el a legrangosabb díjat. Továbbá producere, Greg Kurstin nyerte el Az év producere, nem klasszikus kategória Grammy-díját.
| Év   | Esemény                    | Kategória                | Eredmény | Forr.           |
| ---- | -------------------------- | ------------------------ | -------- | --------------- |
| 2015 | GAFFA Awards               | A legjobb külföldi album | Elnyerte | [ 125 ]         |
| 2016 | American Music Awards      | Kedvenc pop/rock album   | Jelölve  | [ 126 ]         |
| 2016 | BBC Music Awards           | BBC Radio Az év albuma   | Elnyerte | [ 127 ]         |
| 2016 | Billboard Music Awards     | Top Billboard 200 Album  | Elnyerte | [ 128 ]         |
| 2016 | Brit Awards                | Az év brit albuma        | Elnyerte | [ 114 ]         |
| 2016 | Danish Music Awards        | Az év nemzetközi albuma  | Jelölve  | [ 129 ]         |
| 2016 | ECHO Music Awards          | Az év albuma             | Jelölve  | [ 130 ] [ 131 ] |
| 2016 | iHeartRadio Music Awards   | Az év albuma             | Jelölve  | [ 132 ] [ 133 ] |
| 2016 | Juno Awards                | Az év nemzetközi albuma  | Elnyerte | [ 134 ]         |
| 2016 | Los Premios 40 Principales | Az év nemzetközi albuma  | Jelölve  | [ 135 ]         |
| 2017 | iHeartRadio Music Awards   | A legjobb popalbum       | Elnyerte | [ 136 ]         |
| 2017 | Grammy Awards              | Az év albuma             | Elnyerte | [ 137 ]         |
| 2017 | Grammy Awards              | A legjobb popalbum       | Elnyerte | [ 137 ]         |

## Kereskedelmi teljesítmény

### Egyesült Királyság
Az Egyesült Királyságban a 25 az első helyen debütált a brit albumlistán, és az első héten 800 307 példányban kelt el, ezzel megelőzte az Oasis Be Here Now (1997) című albumát, és minden idők leggyorsabban fogyó albuma lett az Egyesült Királyságban. Ebből 252 423 példány digitális letöltés volt, amivel megdöntötte az egy hét alatt eladott legtöbb digitális példány rekordját, 548 000 pedig fizikai példány volt. Az első héten a 25 több példányban kelt el az Egyesült Királyságban, mint a legutóbbi 19 listavezető album együttes eladásai a debütáló héten. Emellett felülmúlta az adott hét másik 86 legtöbbet eladott albumának együttes eladását is. Tíz nap eladás után a leggyorsabban egymillió példányban elkelt album lett az Egyesült Királyságban, megelőzve a Be Here Now-t, amely 1997-ben 17 nap alatt érte el ezt a bravúrt. A második héten a 25 439 337 példányban kelt el, amivel megdöntötte a legmagasabb második heti eladási rekordot az Egyesült Királyságban, és egyben minden idők hatodik legnagyobb heti eladása volt. A harmadik héten 354 000 példányban kelt el, ami a második legmagasabb harmadik heti eladást jelentette a Take That The Circus című lemeze óta, amelyből 382 000 példányt adtak el a harmadik héten, és a Brit Hanglemezgyártók Szövetsége ötszörös platina minősítéssel illette, miután az Egyesült Királyságban összesen 1 593 530 példány fogyott belőle addig. December 18-án, 29 nappal a megjelenése után az album átlépte a 2 millió példányos eladást az Egyesült Királyságban, ezzel az ország leggyorsabban 2 millió példányban eladott lemeze lett. A megjelenés ötödik hetében az album további 450 000 példányban kelt el az Egyesült Királyságban, így a karácsonyi időszak listavezető lemeze lett. Az album 13 nem egymást követő hetet töltött az első helyen, és 2016 novemberéig 3,12 millió példányban kelt el, később pedig tizenegyszeres platina minősítést is kiérdemelte. 2016 decemberében mindössze a harmadik olyan album lett, amely két egymást követő évben is a legnagyobb példányszámban eladott lemez lett az Egyesült Királyságban, a Simon & Garfunkel Bridge over Troubled Water (1970 és 1971) és a Simply Red Stars (1991 és 1992) után. 2018 októberéig több mint 3,5 millió példányban kelt el, ezzel a tizedik legnagyobb példányszámban eladott stúdióalbum az Egyesült Királyság történetében.

### Európa
A 25 a német slágerlisták élén nyitott, miután 263 000 darabot adtak el belőle, ami Herbert Grönemeyer 2007-es 12 című lemeze óta a legnagyobb heti eladás. Franciaországban a 25 lett 2015 leggyorsabban fogyó albuma, miután 169 693 példányban kelt el, ebből 26 295 letöltés volt. Az albumból a második héten további 129 200 példányt adtak el Franciaországban, így a kétheti összeladás 300 000 példányra nőtt. A harmadik héten a 25 eladásai 132 200 példányra emelkedtek Franciaországban, így az összes eladás 430 000 példányra nőtt, amivel az év harmadik legkelendőbb albuma lett. A negyedik héten Franciaországban az album eladásai tovább emelkedtek 133 000 példányra, így az országban összesen 565 000 példányban kelt el, ami gyémánt minősítést eredményezett. 2015-ben a 25 785 000 példányban kelt el Franciaországban, és ezzel a legnagyobb példányszámban eladott album volt az országban. 2021 novemberéig a 25 több mint egymillió példányban kelt el Franciaországban. Hollandiában az album az első helyen debütált, az első heti eladások száma meghaladta a 120 000 példányt. Az album a Benelux államokban is több mint 180 000 példányban kelt el a megjelenés első hetében. Spanyolországban az album az első héten 20 000 eladott példánnyal debütált a listák élén, míg Portugáliában szintén az első helyen debütált 3200 példányos eladással. A 25 Svájcban is az első helyen szerepelt a slágerlistákon, az első héten több mint 40 000 példányban kelt el, és ott dupla platina minősítést kapott.

### Észak-Amerika
Az Egyesült Államokban a 25 című albumból három nap alatt 2,3 millió példány fogyott, ezzel a 21. század leggyorsabban fogyó albuma, és 2015 legkelendőbb albuma lett. Az album már a negyedik nap elején elérte a 2,433 milliós eladási számot, amivel a Nielsen Soundscan 1991-es eladás-nyilvántartásának kezdete óta fennálló egyhetes rekordot is felülmúlta, amelyet az NSYNC No Strings Attached című albuma állított fel 2000 márciusában, amikor 2,416 millió példánnyal debütált. Összesen 3,38 millió példányt adtak el belőle az Egyesült Államokban az első héten, és ezzel az első olyan album lett, amely átlépte a 3 millió példányt egy hét alatt. Az album 3,48 millió albummal egyenértékű egységet szerzett az Egyesült Államokban a megjelenés első hetében, ami a legnagyobb regisztrált szám azóta, hogy a Billboard 200 2014 decemberétől elkezdte nyomon követni a heti népszerűséget az összesített egységek alapján. A 25 továbbá 96 000 track-egyenértékű albumegységet ért el az Egyesült Államokban a debütáló héten, és további 8 000 streaming-egyenértékű albumegységet, amely mind a Hello című kislemez streameléséből származott, mivel ez volt az egyetlen dal az albumról, amely elérhető volt a streaming-szolgáltatásokon.
Második hetének első három napján a 25 több mint 650 000 példányban kelt el, ezzel átlépte a 4 milliós eladást, és a hetet végül 1,11 millió eladott példánnyal zárta. A harmadik teljes héten az album 695 000 példányban kelt el, meghaladva az 5 milliós eladást, és ezzel az első album lett, amely egy naptári évben ezt elérte Adele saját, 21 című albumának 2011-es megjelenése óta. A negyedik héten eladott 790 000 példányával a 25 lett a naptári év legjobban fogyó albuma azóta, hogy Usher 2004-ben 7,98 milliót adott el a Confessions című albumából. Az ötödik héten 1,16 millió példányt adtak el belőle tisztán albumeladásban, és ez lett az első olyan album, amely három különböző héten is egymillió fölötti példányszámban kelt el. A hatodik héten az album további 307 000 példányban kelt el a Billboard 200-as lista első helyén, ezzel az első olyan album lett, amely egymás után hat héten keresztül több mint 300 000 példányban kelt el 2001 óta, amikor a Creednek sikerült ez a Weathereddel. 2015 végéig a 25 összesen 8 008 000 albummal egyenértékű egységet értékesített, ebből 7 441 000 volt a tiszta albumeladás. Emellett 2 310 000 digitális példányt is eladtak belőle az év végéig, amivel minden idők harmadik legjobban fogyó digitális albuma lett Adele saját 21-es és Taylor Swift 1989-es albuma mögött. A 25 volt a Nielsen történetében a második legtöbbet eladott női album is egy naptári év során, csak Britney Spears Oops!... I Did It Again lemeze előzi meg, amelyből 2000-ben 7 890 000 példányt adtak el. Az album a hetedik héten is az első helyen maradt, további 164 000 darabot adtak el belőle, és Whitney Houston 1987-es Whitney című albuma óta az első olyan női előadó albuma lett, amely a Billboard 200-as lista élén végzett az első hét hét alatt. Az album összesen tíz nem egymást követő hetet töltött a lista élén, és ezzel az ötödik olyan album lett, amely 2000 óta jelent meg, és legalább tíz hétig a csúcson volt. A 2016-os évben 2,37 millió példányt és azzal egyenértékű egységet adtak el belőle, ebből 1,7 millió volt a tiszta eladás, ezzel az év legkelendőbb albuma lett a tiszta eladásokat tekintve, és a második legjobbnak bizonyult az egyenértékű albumokat is beleértve. A 25 2020 januárjáig 9,517 millió példányban kelt el tiszta eladásokban, ezzel az évtized második legkelendőbb albuma.
Kanadában az album 306 000 eladott példánnyal az első helyen debütált, ezzel megdöntötte az első heti eladási rekordot, amelyet korábban Celine Dion Let's Talk About Love című albuma tartott, amelyből 230 000 példányt adtak el. A második héten a 25 további 145 000 példányban kelt el Kanadában, így a két hetes összeladási szám 451 000 példányra emelkedett. Ez a nyolcadik legmagasabb heti eladást jelenti Kanadában, valamint a második legmagasabb második heti eladást egy album esetében, alig lemaradva a kanadai Big Shiny Tunes 2 című válogatáslemez 1997-es második heti 146 000 eladott példánya mögött. Az albumból 2019-ig bezárólag 1,09 millió példányt adtak el az országban.
Mexikóban az album 60 000 példányban kelt el, és a mexikói Top 100-as lista első helyén debütált, platina minősítéssel, így a 2015-ös év tizedik legkelendőbb albuma lett Mexikóban. 2020 januárjára az album 210 000 példányban kelt el, így háromszoros platinalemez lett.

### Óceánia
Ausztráliában az albumból öt nap alatt több mint 210 000 példányt adtak el, és ezzel átlépte a tripla platinalemezes határt. Ez volt 2015 és 2016 legkelendőbb albuma is, és 2017 májusában tízszeres platina minősítést (700 000 példány) ért el ott. Új-Zélandon a 25 megdöntötte a legmagasabb első heti eladási rekordot, 18 766 példányt adtak el belőle. Az előző rekordtartó Susan Boyle volt, akinek I Dreamed a Dream című albumából 17 435 példányt adtak el az első héten. Az év végére a 25 lett 2015 legkelendőbb albuma Új-Zélandon.

## Az albumon szereplő dalok listája
| Standard változat | Standard változat                | Standard változat                                         | Standard változat | Standard változat | Standard változat | Standard változat | Standard változat | Standard változat | Standard változat |
|                   | Cím                              | Szerző(k)                                                 | Producer(ek)      | Hossz             |                   |                   |                   |                   |                   |
| ----------------- | -------------------------------- | --------------------------------------------------------- | ----------------- | ----------------- | ----------------- | ----------------- | ----------------- | ----------------- | ----------------- |
| 1.                | Hello                            | Adele Adkins Greg Kurstin                                 | Kurstin           | 4:55              |                   |                   |                   |                   |                   |
| 2.                | Send My Love (To Your New Lover) | Adkins Max Martin Shellback                               | Martin Shellback  | 3:43              |                   |                   |                   |                   |                   |
| 3.                | I Miss You                       | Adkins Paul Epworth                                       | Epworth           | 5:48              |                   |                   |                   |                   |                   |
| 4.                | When We Were Young               | Adkins Tobias Jesso Jr.                                   | Ariel Rechtshaid  | 4:51              |                   |                   |                   |                   |                   |
| 5.                | Remedy                           | Adkins Ryan Tedder                                        | Tedder            | 4:05              |                   |                   |                   |                   |                   |
| 6.                | Water Under the Bridge           | Adkins Kurstin                                            | Kurstin           | 4:00              |                   |                   |                   |                   |                   |
| 7.                | River Lea                        | Adkins Brian Burton                                       | Danger Mouse      | 3:45              |                   |                   |                   |                   |                   |
| 8.                | Love in the Dark                 | Adkins Samuel Dixon                                       | Dixon             | 4:46              |                   |                   |                   |                   |                   |
| 9.                | Million Years Ago                | Adkins Kurstin                                            | Kurstin           | 3:46              |                   |                   |                   |                   |                   |
| 10.               | All I Ask                        | Adkins Bruno Mars Philip Lawrence Christopher Brody Brown | The Smeezingtons  | 4:32              |                   |                   |                   |                   |                   |
| 11.               | Sweetest Devotion                | Adkins Epworth                                            | Epworth           | 4:12              |                   |                   |                   |                   |                   |
| 48:24             |                                  |                                                           |                   |                   |                   |                   |                   |                   |                   |

| Target és Japán kiadás bónuszdalai | Target és Japán kiadás bónuszdalai | Target és Japán kiadás bónuszdalai | Target és Japán kiadás bónuszdalai | Target és Japán kiadás bónuszdalai | Target és Japán kiadás bónuszdalai | Target és Japán kiadás bónuszdalai | Target és Japán kiadás bónuszdalai | Target és Japán kiadás bónuszdalai | Target és Japán kiadás bónuszdalai |
|                                    | Cím                                | Szerző(k)                          | Producer(ek)                       | Hossz                              |                                    |                                    |                                    |                                    |                                    |
| ---------------------------------- | ---------------------------------- | ---------------------------------- | ---------------------------------- | ---------------------------------- | ---------------------------------- | ---------------------------------- | ---------------------------------- | ---------------------------------- | ---------------------------------- |
| 12.                                | Can’t Let Go                       | Adkins Linda Perry                 | Perry                              | 3:18                               |                                    |                                    |                                    |                                    |                                    |
| 13.                                | Lay Me Down                        | Adkins Jesso                       | Mark Ronson Lil Silva              | 4:30                               |                                    |                                    |                                    |                                    |                                    |
| 14.                                | Why Do You Love Me                 | Adkins Rick Nowels                 | Rechtshaid                         | 4:00                               |                                    |                                    |                                    |                                    |                                    |
| 60:12                              |                                    |                                    |                                    |                                    |                                    |                                    |                                    |                                    |                                    |

## Helyezések
| Lista (2015–21)                               | Legjobb helyezés |
| --------------------------------------------- | ---------------- |
| Ausztrália (ARIA Top 50 Albums)               | 1                |
| Ausztria (Ö3 Austria Top 40)                  | 1                |
| Belgium (Ultratop Flandria)                   | 1                |
| Belgium (Ultratop Vallónia)                   | 1                |
| Brazília (ABPD)                               | 1                |
| Csehország (ČNS IFPI Albums Top 100)          | 1                |
| Dánia (Hitlisten Album Top 40)                | 1                |
| Dél-Afrika (RISA)                             | 1                |
| Dél-Korea (GAON Top 100 Album)                | 4                |
| Egyesült Királyság (UK Albums Chart)          | 1                |
| Egyesült Királyság (Scottish Albums)          | 1                |
| Finnország (Musiikkituottajat Albumit Top 50) | 1                |
| Franciaország (SNEP Album Top 100)            | 1                |
| Görögország (IFPI)                            | 1                |
| Hollandia (Dutch Charts Album Top 100)        | 1                |
| Horvátország (Toplista)                       | 1                |
| Írország (IRMA)                               | 1                |
| Japán (Oricon)                                | 7                |
| Kanada (Billboard Canadian Albums Chart)      | 1                |
| Lengyelország (ZPAV Album Top 50)             | 1                |
| Magyarország (MAHASZ Top 40 albumlista)       | 1                |
| Mexikó (Top 100 Mexico)                       | 1                |
| Németország (Offizielle Top 100)              | 1                |
| Norvégia (VG-lista Album Top 40)              | 1                |
| Olaszország (FIMI Album Top 20)               | 1                |
| Portugália (AFP Top 30 Albums)                | 1                |
| Spanyolország (PROMUSICAE Top 100 Álbumes)    | 1                |
| Svájc (Schweizer Hitparade Top 100 Albums)    | 1                |
| Svédország (Sverigetopplistan Top 60 Albums)  | 1                |
| USA Billboard 200                             | 1                |
| USA Independent Albums (Billboard)            | 1                |
| Új-Zéland (Recorded Music NZ Top 40 Albums)   | 1                |

| Lista (2015)                   | Legjobb helyezés |
| ------------------------------ | ---------------- |
| Argentína havi albumok (CAPIF) | 2                |

| Lista (2010–2019)                | Helyezés |
| -------------------------------- | -------- |
| Ausztrália (ARIA)                | 3        |
| Kanada (Billboard)               | 2        |
| Hollandia (Album Top 100)        | 2        |
| Németország (Offizielle Top 100) | 6        |
| UK Albumok (OCC)                 | 2        |
| UK Vinyl Albumok (OCC)           | 24       |
| USA Billboard 200                | 19       |
| USA Nielsen Top 10               | 2        |

### Év végi összesített listák
| Lista (2015)                           | Helyezés |
| -------------------------------------- | -------- |
| Ausztrália (ARIA)                      | 1        |
| Ausztria (Ö3 Austria)                  | 3        |
| Belgium (Ultratop Flanders)            | 2        |
| Belgium (Ultratop Wallonia)            | 4        |
| Brazília (ABPD)                        | 4        |
| Horvátország Külföldi Albumok (HDU)    | 2        |
| Dánia (Hitlisten)                      | 4        |
| Hollandia (Album Top 100)              | 1        |
| Finnország (Suomen viralinen lista)    | 1        |
| Franciaország (SNEP)                   | 2        |
| Németország (Offizielle Top 100)       | 2        |
| Magyarország (MAHASZ)                  | 7        |
| Írország (IRMA)                        | 1        |
| Olaszország (FIMI)                     | 4        |
| Japán Hot Albumok (Billboard Japan)    | 90       |
| Mexikó (Top 100 Mexico)                | 11       |
| Új-Zéland (RMNZ)                       | 1        |
| Lengyelország (ZPAV)                   | 1        |
| Dél-Korea (Gaon)                       | 88       |
| Dél-Korea Nemzetközi Albumok (Gaon)    | 4        |
| Spanyolország (PROMUSICAE)             | 4        |
| Svédország (Sverigetopplistan)         | 5        |
| Svájc (Swiss Hitparade)                | 1        |
| UK Albumok (OCC)                       | 1        |
| Világszerte (IFPI Global Music Report) | 1        |

| Lista (2016)                           | Helyezés |
| -------------------------------------- | -------- |
| Ausztrália (ARIA)                      | 1        |
| Ausztria (Ö3 Austria)                  | 12       |
| Belgium (Ultratop Flanders)            | 2        |
| Belgium (Ultratop Wallonia)            | 5        |
| Kanada (Billboard)                     | 1        |
| Dánia (Hitlisten)                      | 11       |
| Hollandia (Album Top 100)              | 1        |
| Franciaország (SNEP)                   | 20       |
| Németország (Offizielle Top 100)       | 6        |
| Magyarország (MAHASZ)                  | 27       |
| Izland (Plötutíóindi)                  | 4        |
| Olaszország (FIMI)                     | 17       |
| Japán Hot Albumok (Billboard Japan)    | 43       |
| Japán (Oricon)                         | 69       |
| Mexikó (Top 100 Mexico)                | 21       |
| Új-Zéland (RMNZ)                       | 1        |
| Lengyelország (ZPAV)                   | 8        |
| Dél-Korea Nemzetközi Albumok (Gaon)    | 5        |
| Spanyolország (PROMUSICAE)             | 3        |
| Svédország (Sverigetopplistan)         | 6        |
| Svájc (Schweizer Hitparade)            | 1        |
| UK Albumok (OCC)                       | 1        |
| USA Billboard 200                      | 1        |
| Világszerte (IFPI Global Music Report) | 2        |

| Lista (2017)                        | Helyezés |
| ----------------------------------- | -------- |
| Ausztrália (ARIA)                   | 4        |
| Ausztria (Ö3 Austria)               | 73       |
| Belgium (Ultratop Flanders)         | 14       |
| Kanada (Billboard)                  | 20       |
| Dánia (Hitlisten)                   | 34       |
| Hollandia (Album Top 100)           | 11       |
| Izland (Plötutíóindi)               | 37       |
| Új-Zéland (RMNZ)                    | 2        |
| Dél-Korea Nemzetközi Albumok (Gaon) | 15       |
| Spanyolország (PROMUSICAE)          | 84       |
| Svédország (Sverigetopplistan)      | 19       |
| UK Albumok (OCC)                    | 18       |
| USA Billboard 200                   | 26       |

| Lista (2018)                        | Helyezés |
| ----------------------------------- | -------- |
| Ausztrália (ARIA)                   | 47       |
| Belgium (Ultratop Flanders)         | 55       |
| Dánia (Hitlisten)                   | 79       |
| Hollandia (Album Top 100)           | 27       |
| Izland (Plötutíóindi)               | 57       |
| Új-Zéland (RMNZ)                    | 35       |
| Portugália (AFP)                    | 156      |
| Dél-Korea Nemzetközi Albumok (Gaon) | 47       |
| Svédország (Sverigetopplistan)      | 49       |
| UK Albumok (OCC)                    | 79       |
| USA Billboard 200                   | 119      |

| Lista (201̈9)                | Helyezés |
| --------------------------- | -------- |
| Ausztrália (ARIA)           | 51       |
| Belgium (Ultratop Flanders) | 58       |
| Belgium (Ultratop Wallonia) | 187      |
| Hollandia (Album Top 100)   | 31       |
| Izland (Plötutíóindi)       | 95       |
| UK Albumok (OCC)            | 99       |

| Lista (2020)                | Helyezés |
| --------------------------- | -------- |
| Ausztrália (ARIA)           | 82       |
| Belgium (Ultratop Flanders) | 77       |
| Hollandia (Album Top 100)   | 57       |
| UK Albumok (OCC)            | 94       |

| Lista (2021)                   | Helyezés |
| ------------------------------ | -------- |
| Ausztrália (ARIA)              | 33       |
| Belgium (Ultratop Flanders)    | 30       |
| Belgium (Ultratop Wallonia)    | 127      |
| Dánia (Hitlisten)              | 52       |
| Hollandia (Album Top 100)      | 22       |
| Írország (IRMA)                | 32       |
| Svédország (Sverigetopplistan) | 31       |
| UK Albumok (OCC)               | 27       |

| Lista (2022)                   | Helyezés |
| ------------------------------ | -------- |
| Ausztrália (ARIA)              | 48       |
| Belgium (Ultratop Flanders)    | 36       |
| Belgium (Ultratop Wallonia)    | 154      |
| Dánia (Hitlisten)              | 69       |
| Hollandia (Album Top 100)      | 35       |
| Izland (Tónlistinn)            | 49       |
| Litvánia (AGATA)               | 87       |
| Svédország (Sverigetopplistan) | 55       |
| UK Albumok (OCC)               | 53       |
| US Billboard 200               | 174      |

| Lista (2023)                   | Helyezés |
| ------------------------------ | -------- |
| Ausztrália (ARIA)              | 56       |
| Belgium (Ultratop Flanders)    | 52       |
| Belgium (Ultratop Wallonia)    | 155      |
| Dánia (Hitlisten)              | 74       |
| Hollandia (Album Top 100)      | 39       |
| Izland (Tónlistinn)            | 45       |
| Svédország (Sverigetopplistan) | 45       |
| UK Albumok (OCC)               | 62       |

| Lista (2024)                   | Helyezés |
| ------------------------------ | -------- |
| Ausztrália (ARIA)              | 88       |
| Belgium (Ultratop Flanders)    | 34       |
| Belgium (Ultratop Wallonia)    | 147      |
| Dánia (Hitlisten)              | 90       |
| Hollandia (Album Top 100)      | 33       |
| Izland (Tónlistinn)            | 84       |
| Svédország (Sverigetopplistan) | 53       |
| Svájc (Schweizer Hitparade)    | 86       |
| UK Albumok (OCC)               | 93       |

## Minősítések és eladási adatok
| Régió | Minősítés        | Eladott példányszám |
| --- | ---------------- | ------------------- |
| Ausztrália (ARIA) | 10× platina      | 700 000^            |
| Ausztria (IFPI Austria) | 3× platina       | 45 000*             |
| Belgium (BEA) | 8× platina       | 240 000*            |
| Brazília (Pro-Música Brasil) | gyémánt          | 160 000‡            |
| Kanada (Music Canada) | gyémánt          | 1,093,000           |
| Dánia (IFPI Denmark) | 5× platina       | 100 000‡            |
| Finnország (Musiikkituottajat) | 2× platina       | 47,482              |
| Franciaország (SNEP) |                  | 1,000,000           |
| Németország (BVMI) | 6× platina       | 1 200 000‡          |
| Magyarország (MAHASZ) | 5× platina       | 10 000^             |
| Iceland |                  | 1,300               |
| Írország (IRMA) |                  | 107,000             |
| Olaszország (FIMI) | 5× platina       | 250 000*            |
| Mexikó (AMPROFON) | 3× platinum+Gold | 210 000‡            |
| Hollandia (NVPI) |                  | 320,000             |
| Új-Zéland (RMNZ) | 15× platina      | 225 000^            |
| Norvégia (IFPI Norway) | 4× platina       | 80 000*             |
| Lengyelország (ZPAV) | gyémánt          | 100 000‡            |
| Portugália (AFP) | platina          | 15 000^             |
| Spanyolország (PROMUSICAE) | 3× platina       | 120 000‡            |
| Dél-Korea (KMCA) |                  | 31,238              |
| Svédország (GLF) | 2× platina       | 60 000‡             |
| Svájc(IFPI Switzerland) | 6× platina       | 120 000^            |
| Egyesült Királyság (BPI) | 13× platina      | 3 900 000‡          |
| Egyesült Államok (RIAA) | 12× platina      | 12 000 000‡         |
| Venezuela | arany            | 5,000               |
| Összesítés |                  |                     |
| Világszerte (IFPI) |                  | 22,000,000          |
| * Eladási példányszámok kizárólag a minősítés alapján. ^ Kiszállítási példányszámok kizárólag a minősítés alapján. ‡ Eladási+streaming példányszámok kizárólag a minősítés alapján. |                  |                     |

## Megjelenési történet
| Régió            | Dátum              | Kiadás(ok) | Formátum(ok)                | Kiadó                    | Kat.          | Forr.           |
| ---------------- | ------------------ | ---------- | --------------------------- | ------------------------ | ------------- | --------------- |
| Világszerte      | 2015. november 20. | Standard   | CD digitális letöltés vinyl | XL Columbia              | XLCD740       | [ 383 ]         |
| Egyesült Államok | 2015. november 20. | Deluxe     | CD                          | XL Columbia              | 50281802      | [ 192 ] [ 193 ] |
| Japán            | 2015. november 20. | Deluxe     | CD                          | Hostess UMG              | BGJ-5252      | [ 384 ]         |
| Dél-Korea        | 2015. december 2.  | Standard   | CD digitális letöltés       | Kang&Music               | KACD1508      | [ 385 ]         |
| Kína             | 2015. december 21. | Standard   | CD digitális letöltés       | BeggarsChina-XL Starsing | 9787883258315 | [ 386 ]         |
| Világszerte      | 2016. június 24.   | Standard   | Streaming                   | XL Columbia              |               | [ 387 ]         |